# Zakręt zębaty
Zakręt zębaty, inaczej zawój zębaty (łac. gyrus dentatus) – obszar kory starej mózgu ssaków, wchodzący w skład formacji hipokampa. Zakręt zębaty jest położony w przyśrodkowej części płata skroniowego, a u tych ssaków, które nie mają wykształconego płata skroniowego, występuje w części przyśrodkowej półkul kresomózgowia.
Budowa zakrętu zębatego jest trójwarstwowa, z jedną wyraźną warstwą neuronów ziarnistych. Ich szczytowe dendryty tworzą warstwę drobinową (molekularną), która jest głównym odbiornikiem połączeń z kory śródwęchowej oraz z kontralateralnego (leżącego w drugiej półkuli mózgu) zakrętu zębatego. Pod warstwą ziarnistą znajduje się warstwa komórek wielokształtnych, zwana też wnęką (hilus) zakrętu zębatego, w której występuje wiele rodzajów interneuronów modulujących aktywność komórek ziarnistych zakrętu zębatego, jak i innych interneuronów. W skład tej populacji wchodzą zarówno interneurony GABAergiczne (hamujące), jak i interneurony glutamatergiczne (pobudzające). W przypadku zakrętu zębatego te ostatnie znane są jako komórki mszyste (ang. mossy cells).
Głównym celem połączeń wychodzących z zakrętu zębatego jest pole CA3 hipokampa, co jest realizowane za pomocą aksonów neuronów ziarnistych. Aksony te tworzą tzw. drogę mszystą, która dociera do komórek piramidalnych pola CA3, tworząc z nimi połączenia synaptyczne. Poza polem CA3 zakręty zębate obu półkul tworzą ścisłe wzajemne połączenia.
Zakręt zębaty znany jest jako jedno z dwóch dobrze udokumentowanych źródeł nowych neuronów w dorosłym mózgu ssaków. Nowe neurony powstają w wyniku podziału komórek progenitorowych rezydujących w warstwie podziarnistej zakrętu zębatego. Później te młode komórki zostają dodane do warstwy ziarnistej i tam zostają wbudowane w normalne obwody funkcjonalne.

Przeczytaj ostrzeżenie dotyczące informacji medycznych i pokrewnych zamieszczonych w Wikipedii.